# ホットウィール

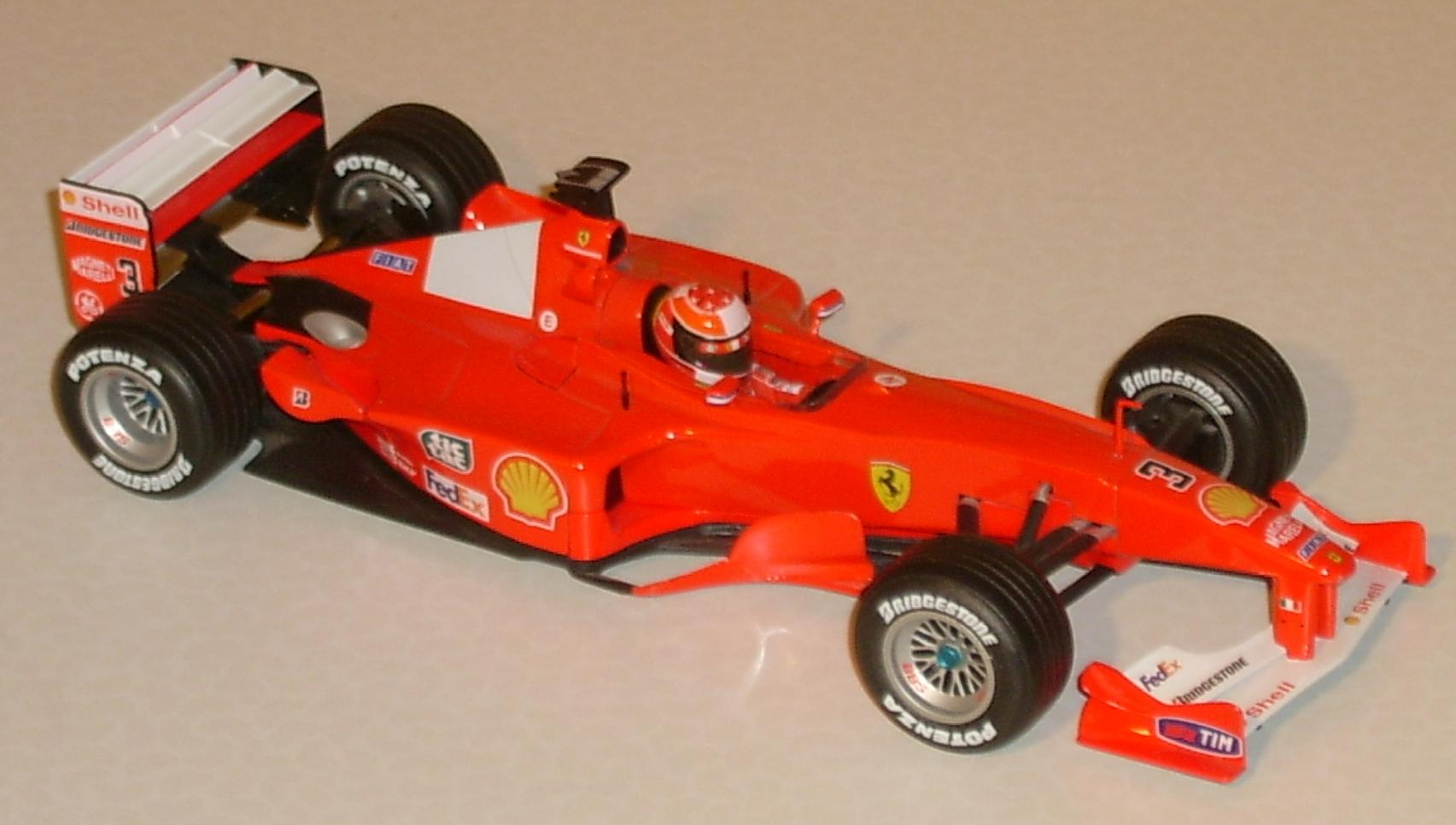
フェラーリ・F1-2000

ホットウィール (英語：Hot Wheels) は、アメリカの玩具メーカーマテルのミニカーブランド。

## 概要
アメリカのマテルが1968年9月7日に発表した亜鉛合金製ダイキャスト成型のミニカーシリーズである。3インチサイズのモデルを中心に1/18スケールや1/43スケールの製品が存在する。
ホットウィールのロゴは当時マテルに在籍していたカリフォルニアのアーティスト リック・アイアンズ (Rick Irons) が手掛けたものである。
それまでのミニカーが造形や車内など、実車を忠実に再現している模型的要素が強かったのに対し、ホットウィールは玩具として見た目の『かっこよさ』を前提としたのが最大の特徴である。そのため車種のほとんどが派手な外板塗装やエアロパーツ、ボンネットからはみ出たｖ８エンジンなどが装備されているほか、極端なデフォルメを行ったものもある。
発売当初は『世界一速いミニカー』というキャッチコピーを使っており、ほとんどの車種が高速走行にも対応できるプラスチック製の幅広いホイールを履いていた。また、車体が弾むほどの強いピアノ線で車軸を作っている。アクロバット走行や高速走行のできるレーシングコースも発売されている。
発売から50年近く経つ現在も高い人気を誇っており、デザイナーとの交流会やコレクターズミーティングといったイベントが世界各地で行われており、ホットウィールオリジナルデザインのミニカーを実車で製作するファンも現れている。また、幼児向けのミニカーブランドでは珍しくカスタムを容認する姿勢を見せており、メーカー公認のカスタムコンテストも開催されている。
日本では、国際貿易取扱時代に「ホットホイール」、バンダイ取扱時代に「ホットウィール」とパッケージに表記されたため、この両者を呼称することが多い。(しかしながら商品名としては｢ホットウィール｣が定着した2023年現在販売されている日産・マキシマ ドリフトカーなど､一部の車種にグラフィックスの一環として｢ホットホイール｣との表記が見られる。)

## 歴史
1960年代後半、女の子向け玩具のジャンルにおいて既にバービー人形で大成功を収めていたアメリカ・マテル社は、次のステップとして男の子向けのミニカーを企画していた。3インチサイズのミニカーにおいては当時既にイギリス・レズニー社の『マッチボックス』が圧倒的なシェアを誇っており、ヨーロッパの老舗ブランドに真っ向から立ち向かうため、デビューの1年以上前から入念にプロジェクトが進められた。
アメリカ流のスタイルを前面に押し出す為、元ビッグスリー（GM、フォード、クライスラー） の優秀なデザイナーが集められ、アメリカ特有のモーターカルチャーであるホットロッドをモチーフにした「カリフォルニアルック」という商品コンセプトを打ち出した。これにより、派手なキャンディーペイントを施したボディーやボンネットから飛び出したエンジン等、どの他社製品にも似ていない強烈なスタイルのミニカーが生み出された。
また、「他社製の何よりも速く走るミニカー」というそれまで他社があまり重要視しなかった走行性能に着目し、摩擦抵抗の少ない細いピアノ線を使用した車軸とサスペンションを採用、圧倒的な走行性能は最大のセールスポイントとなった。こうして1968年9月7日にデビューした「ホットウィール」は、アメリカ国内でテレビコマーシャルに1000万ドルを投じて前述の特徴をアピールした広告展開を行いアメリカのみならず世界中でヒットし、競合他社にも多大な影響を与えることとなる。

### 1968年 - 1972年
1968年、最初のシリーズとして16車種が発売された。殆どのモデルに「スペクトラフレーム」と呼ばれるキャンディーペイントのボディーカラーと、「レッドライン」と呼ばれる赤いストライプの入ったタイヤを採用していたのがこの時期の特徴である。題材となる車種は、当時流行していたマッスルカーやショーロッド系のコンセプトカーが多い。派生シリーズとして、1969年にレーシングカーを揃えた「グランプリシリーズ」、1970年にドラッグレース用マシンを揃えた「スポイラーズ」、1971年にトラック等の商用車を揃えた「ヘビーウェイツ」がそれぞれスタートした。1971年までは全てのモデルに「コレクターズボタン」という、各車種のイラストが描かれたブリキ製のバッジが付属していた。
1970年と1971年に、マテルはホットウィールのプロモーションとしてNHRAのファニーカーやレーシングドライバーのダン・ガーニーへスポンサードを行った。当時ドラッグレースの世界で企業スポンサーがつくのは珍しく、結果的にマテルはファニーカーを初めてスポンサードした企業となった。

### 1973年
1973年、大きな特徴の1つであったスペクトラフレームが廃止され、ラインナップの全種がエナメルペイントとなった。この時期は一時的な販売不振に陥っており、手間のかかる工程のスペクトラフレームはコスト削減の対象になったといわれている。新金型の投入も、過去最低の僅か3種にとどまった。また、この年に登場したモデルは翌年以降リリースされなかった為、コレクターの間では珍重されている。

### 1974年 - 1979年
1974年、ボディーに直接グラフィックを印刷するタンポという手法を初めて採用したシリーズ「フライングカラーズ」がスタートした。シリーズ初期のモデルには、製造工程上の都合や特定の塗料のストックが多くなってしまったという理由により、本来は予定になかった色で塗られたものが少数存在する。これらはコレクターの間で「オルターネイトカラー」と呼ばれ、珍重されている。
1976年からレッドラインのタイヤは徐々に使われなくなり、1978年には廃止された。以後の黒いタイヤにマグホイールの組み合わせは、「ブラックウォール」と呼ばれている。1979年頃には刺繍ワッペンが貰える「パッチオファー」というキャンペーンが展開され、フライングカラーズのモデルが専用パッケージに入れて販売された。
派生シリーズとして、1976年に人気モデルをクロームメッキに塗装した「スーパークロームス」、1979年にマーベル・コミックのキャラクターをボディーに描いた「ヒーローズ」、車内にフィルムを搭載し、レンズ付きのリアガラスから覗くとそれぞれの場面を見ることができる「シーンマシンズ」が登場している。この時期のモデルはホットロッドやレーシングカーの他、当時流行していたカスタムバンを題材にしたものも多い。

### 1980年 - 1986年
1980年代に入ると数々の派生シリーズが誕生し、ラインナップの多様化が目立つようになる。特徴的なギミックを搭載したものが多く、1980年にリアの車高調節ができる「ハイレイカーズ」、1984年に衝撃を与えるとボディーの一部が180度回転し、衝突で凹んだ状態が再現される「クラックアップス」が登場。1986年にも、クラックアップスと同様に衝撃を与えると車体がひっくり返る「フリップアウツ」が登場している。
その他の派生シリーズとしては、1981年に従来のモデルよりも更に走行性能を追求した「ホットワンズ」、同年に商用車を集めた「ワークホーシス」、1983年にゴム製タイヤを採用した「リアルライダーズ」、1984年にホットワンズと同様の特徴を持つ「ウルトラホッツ」、1985年に軍用車を集めた「アクションコマンド」、1986年に動物やロボットを題材にした車両を集めた「スピードデモンズ」などが挙げられる。
それぞれのシリーズには専用パッケージも与えられていたが、このような多様なシリーズ展開は1986年を最後に整理された。この時期のモデルはサブコンパクトカーやトラック、バス等が多く、1970年代までホットウィールの代表格であったホットロッドは若干影が薄れた。日本車を題材にしたモデルが増えたのもこの頃である。

### 1987年 - 1989年
1987年、多様化を極めた派生シリーズは整理され、「ワークホーシス」、「アクションコマンド」、「スピードデモンズ」が残り、スポーツカーやレーシングカーを集めた「スピードフリート」、クラシックカーを集めた「クラシックス」、オフロード車を集めた「トレイルバスターズ」の3シリーズが新たに登場した。派生シリーズとして、1989年に専用モデルとナンバープレート型のプラスチック製ケースがセットになった「パーキンプレーツ」が登場している。この時期のモデルでは、再びホットロッドやコンセプトカーが目立ちはじめている。

### 1990年代
1999年にフェラーリとの版権を独占契約し、これ以降フェラーリの3インチ玩具ミニカーでは新車を含め同ブランドの独占状態が2014年まで続くことになる。日本では大手玩具メーカーのバンダイと提携して正規の輸入を再開。

### 2000年代
バンダイとの提携により、輸入品以外では、ラムネ菓子を同梱した食玩ホットウィール、特撮番組やアニメ番組に登場する車両をモデル化した『キャラウィール』、トランスフォーマーのようなオリジナルデザインの『ロボウィール』も販売されていた。2002年でバンダイとの提携が解消され、マテルの日本法人が輸入代理店となった（キャラウィールの販売は2004年まで続く）。車体を極端にデフォルメした『Fatbax』『Torpedoes』『Blings』『Hard Noze』『Drop Tops』といった挑戦的なデザインのシリーズが登場（不人気だったために黒歴史とも呼ばれる）。その一方で派手な塗装をやめ、実車を忠実にデザインした車種も増えるようになった。

### 2010年代
2015年、フェラーリとの独占ライセンス契約が終了し、2015年1月よりフェラーリのミニカーの生産販売を行う独占権が、「Maisto」や「Bbrago」などに与えられた。
ホットウィールのコレクション向けのミニカーブランドでフェラーリのミニカーを生産していた「エリートシリーズ」は、ランボルギーニやアストンマーティンの一部車種のミニカーをラインアップするなど、フェラーリ以外のミニカーも製造していたが、現在では公式ページが削除され、SNSの更新も停止するなど、「エリートシリーズ」ブランド自体が消滅、または休止状態となっている。一方で、2016年からは「カーカルチャー」が新セグメントとして設定された。2019年からは当時シリーズの始まった「ワイルドスピード」シリーズとまとめて「ホットウィールプレミアム」として設定された。
2018年からは世界各国で「ホットウィールレジェンドツアー」が開催されている。

## 他社への影響
ホットウィールは発売後、アメリカ中でヒットを巻き起こし、やがて全世界中に販路を延ばした。脅威を感じた各国、特にヨーロッパのメーカーはホットウィール同様の高速ホイールに対応する設備投資を行ったが、その投資により業績が悪化し、倒産する企業が現れた。ヨーロッパのメーカーが投入した新しいホイールは消費者の評判を下げ、ヨーロッパメーカー各社の衰退の契機となった。
イギリスの老舗ミニカーブランド、「マッチボックス」を展開していたレズニー社もそのひとつであり、マッチボックスの商標は残ったものの、これ以降発売元が次々と倒産・合併などを繰り返し最終的にはホットウィールと同じマテル社傘下になり、かつてのライバルが同じ企業のブランドとして発売されると言う皮肉な事態となった。
一方日本のミニカーブランド「トミカ」は後発組であったため（1970年発売）さほど影響はなかったものの、前述の欧州メーカー衰退に伴い、欧米での発売など、大きく販路を延ばすことになった。1974年の輸出開始以降海外発売商品では同ブランドを意識し、タイヤ幅が広く銀色のラインをつけた高速ホイールを装備したものが登場した。このタイヤは「ワイドタイヤ」とコレクター間で通称されており、現在でも一部の車種に使用されている。

## 日本での展開
日本ではアメリカでの発売とほぼ同時に輸入され、1969年から『ホットホイール』として日本語版パッケージが用意された。1976年 - 1979年頃には『ミニカ』という名称で、赤い紙箱に入れて販売された。当時の輸入総代理店は東京の國際貿易で、発売は國際マテルであった。その後しばらく正規輸入は中断していたが、1999年に名称を『ホットウィール』に変更してマテルジャパン (後のマテルインターナショナル) が輸入を再開。2000年よりマテルとバンダイの提携により、輸入元はバンダイに変更されたが、2002年の提携解消に伴い輸入元は再びマテルに戻った。1999年の輸入再開後、数年間は全国のあらゆる小売店に流通していた。その後は2000年代に全世界で唯一となる単品販売制度を導入。その後はアメリカやヨーロッパと同じような販売方式に戻っていたが、2021年から同方式と並行して、単品販売制度が復活した。しかしながら正規輸入量が限られていることや、日本未発売の製品も数多いため並行輸入する専門ショップも全国に存在している。また、2021年からはホットウィールレジェンドツアージャパンがスタンスネーションと共催されている。

## 製品
3インチサイズの製品の定価は日本円では300円前後であるが、絶版車種や「トレジャーハント」と呼ばれる希少車種には、ミニカーショップやネットオークション上で数千円から数万円で取引されるものもある。
派手なデザインの台紙がついたブリスターパックに入って売られており、このブリスターを破らずに保管するコレクターも多い。

### ベーシックカー
一般的に量販店で日本円にして300円前後の価格で販売される製品を指す。市販車やコンセプトカー は勿論、マテルオリジナルデザイン、スケートボードや買い物カゴ、食品や動物・便器等あらゆるものをモチーフとした製品が登場している。また、市販車をモデルにはしているものの極端にデフォルメを行ったモデルやホットウィール独自のデザインのエアロパーツを装着したモデルもある。
日本では毎月上旬の第1土曜日頃に新作が輸入販売されており、ドンキホーテやトイザらス、ヤマダ電機などで入手可能。

#### ファーストエディション
ベーシックカーの内の1シリーズである。ラインナップの全種が新金型を用いたモデルで構成されるのが特徴で、ベーシックカーの中でもメインに位置するシリーズとなっている。1995年に前身のシリーズとなる「1995モデルシリーズ」が展開され、1996年から「ファーストエディション」として本格スタートした。2009年以降は「ニューモデルズ」と改名され、日本をはじめとする海外市場では「HWプレミア」というシリーズ名で発売されている。2013年以降は「HW ○○」というシリーズ名で登場する形式に変更されており、新金型を表すシリーズ名は消滅している。このシリーズで登場したモデルは、翌年以降ボディーカラーなどを変更して「トレジャーハント」や「セグメントシリーズ」として再登場するものが多い。

#### トレジャーハント
ベーシックカーの内の1シリーズで、1995年から現在まで毎年ラインナップを変えて展開されている。塗装やホイールを豪華な仕様に変更し、生産台数を極端に絞り希少価値を高めた車種を指す。いずれの車種も発売直後にすぐに売り切れるため、コレクターの間では高価で取引されているものも存在する。台紙に緑色のラインがついていたのが特徴だが、2013年モデル以降はこれが廃止され、小さなマークの印刷に変更された。
2007年からは更に希少性を高めた「スーパートレジャーハント」シリーズが登場しており、これ以降の「トレジャーハント」シリーズは若干入手し易くなった。

#### セグメントシリーズ
ベーシックカーの中で、特定のテーマに沿ったラインナップで揃えたシリーズを指す。1995年にスタートして長らく1シリーズ4台一組を基本としていたが、近年はラインナップの拡大に伴い、6 - 15台前後を一組とするようになった。毎年多様なシリーズが展開され、定番となっているものもあれば、登場した年限りで消えてしまうものもある。

### プロダクトライン
「コレクティブルライン」と呼ばれることもある。基本的にはベーシックカーと同じ金型を使用するが、近年はこのシリーズのみで登場する車種も多い。多くがリアルライダーと呼ばれるゴム製のタイヤを履き、シャーシは金属製に変更、塗装も細部の彩色が追加されたものとなっている。こちらも日本の小売店で入手が可能だが、値段はベーシックカーの倍以上であることが多い。

### ミステリーカー
1999年～2000年にかけて行われた販促キャンペーンで使用された専用カラーのモデルが最初のシリーズ。
キャンペーンは日本でも当時の輸入代理店だったバンダイを通じて行われ、日本版パッケージの車名記載部分を3点分切り取って送ると、毎月抽選で100名にプレゼントされるというものだった。
なお、アメリカでは抽選方式ではなく、先着順にプレゼントされていた。
その後暫く音沙汰がなかったが、2007年になって黒いブリスターパックに包まれた中身の見えないシリーズとして復活した。これもラインナップは全て専用カラーのモデルだったが、非売品ではなく、量販店に流通した。シリーズ途中からシークレットモデルを用意するなどの動きはあったが、特に希少性を持たせたシリーズではなかったため、この時期のミステリーカーは販促キャンペーン時代のシリーズとは別物といってよい。

### 5-Pack
特定のテーマに基づいた5台を一組にして売られている。日本円にして1000円～1500円前後で購入が可能。1975年から登場した「マルチパック」と呼ばれる6台を一組にした一連のセットがルーツで、1990年代前半に「5-Pack」の形となった。近年では「FAST＆FURIOUS」のみ量販店にて正規ルートの物が購入可能。他のものは基本的には並行輸入となっているが稀に量販店にて販売されていることもある。

### プレイセット
コースと車両がセットになっている製品。内容は電動モーターの回転を利用して車両を高速で走らせる、「世界一速いミニカー」のイメージを強調する物が主流である。アクロバティックな連続ループやジャンプをさせたりする物や、モンスターのオブジェに体当たりする物、交差したコースで車両同士をぶつけ合ったりする物のような派手なアクションが売りになっている。一方で、他社製品によくある「パーキングガレージ」などの「情景モデル」も1990年代頃までは多く見られた。

### レトロエンターテイメント
2012年以降登場したシリーズ。700円程度で、後述するキャラウィールと同様、映画作品 や日本でも人気のあったテレビドラマ（「ナイトライダー」「特攻野郎Aチーム」など）に登場した劇用車のラインナップで、プロダクトライン同様ゴムタイヤを装備、細部の塗装も追加されている。

### キャラウィール
バンダイが輸入代理店を務めていた時期、日本国内専用モデルとして、日本の特撮番組やテレビアニメ（バンダイグループであるサンライズ製作作品が中心）に登場した劇中車をラインナップしたシリーズ。ウルトラシリーズ・仮面ライダーシリーズ・メタルヒーローシリーズなどの特撮車両が中心だったが、ITC作品を始めとする海外特撮作品に登場する車両も作られていた。

### ホットウィールカーカルチャー
2016年頃から始まった主にコレクター層を対象としたアソート。当初はカーカルチャーのみの記載で販売されていたが、後に「ホットウィールプレミアム」の1セグメントとして発売されることとなった。前述のプロダクトライン同様、ゴムタイヤを装備し、細部の塗装も追加されている。

## アニメ
ホットウィールを原作としたアニメが何作か作製されている
- ホットウィール - 1969年から1971年まで米ABCにて放送、日本でも『ホットホイール』のタイトルで放送されたと言われるが詳細不明
- ホットウィールモンスタートラック  (Hot Wheels Monster Trucks Camp Crush ) - 日本では2024年にテレビ東京系で放送
- Hot Wheels レースでGo!  (Hot Wheels Let's Race) - 2024年よりネットフリックスにて配信